# Proasellus strouhali
Proasellus strouhali är en kräftdjursart som först beskrevs av Stanko Karaman 1955.  Proasellus strouhali ingår i släktet Proasellus och familjen sötvattensgråsuggor. Utöver nominatformen finns också underarten P. s. puteanus.